# Distretto di Łomża
Il distretto di Łomża (in polacco powiat łomżyński) è un distretto polacco appartenente al voivodato della Podlachia.

## Geografia antropica

### Suddivisioni amministrative
Il distretto comprende 9 comuni.
- Comuni urbano-rurali: Jedwabne, Nowogród
- Comuni rurali: Łomża, Miastkowo, Piątnica, Przytuły, Śniadowo, Wizna, Zbójna